# Flemmings Helte
Flemmings Helte var et satireprogram fra DR. Det er et program, hvor folk fra gaden og nye komikere laver satire sammen med DR. 
Blandt Flemmings Heltes figurer kan nævnes:
- Bankmanden
- Videodagbog
- Rasse & Casse
- The Wolf
- Karambolage
- Himlens Port
- Sten Sachs
- Crisbo
- Asley & Bibob
- De Kristne Campister
- Susannahs Master CStublass
- Je m'appelle Mads
- Winnie og Karina
- Bo T
- Team Mikado
- Byg Selv Med Svenne
- Preben Pallehat show
- Thøger videodagbog

 Der er for få eller ingen kildehenvisninger i denne artikel, hvilket er et problem. Du kan hjælpe ved at angive troværdige kilder til de påstande, som fremføres i artiklen.

| Fjernsyn | Spire Denne artikel om et tv-program er en spire som bør udbygges. Du er velkommen til at hjælpe Wikipedia ved at udvide den. |

{{https://youtu.be/pykzmvO_o7E}}